# Michael Steger

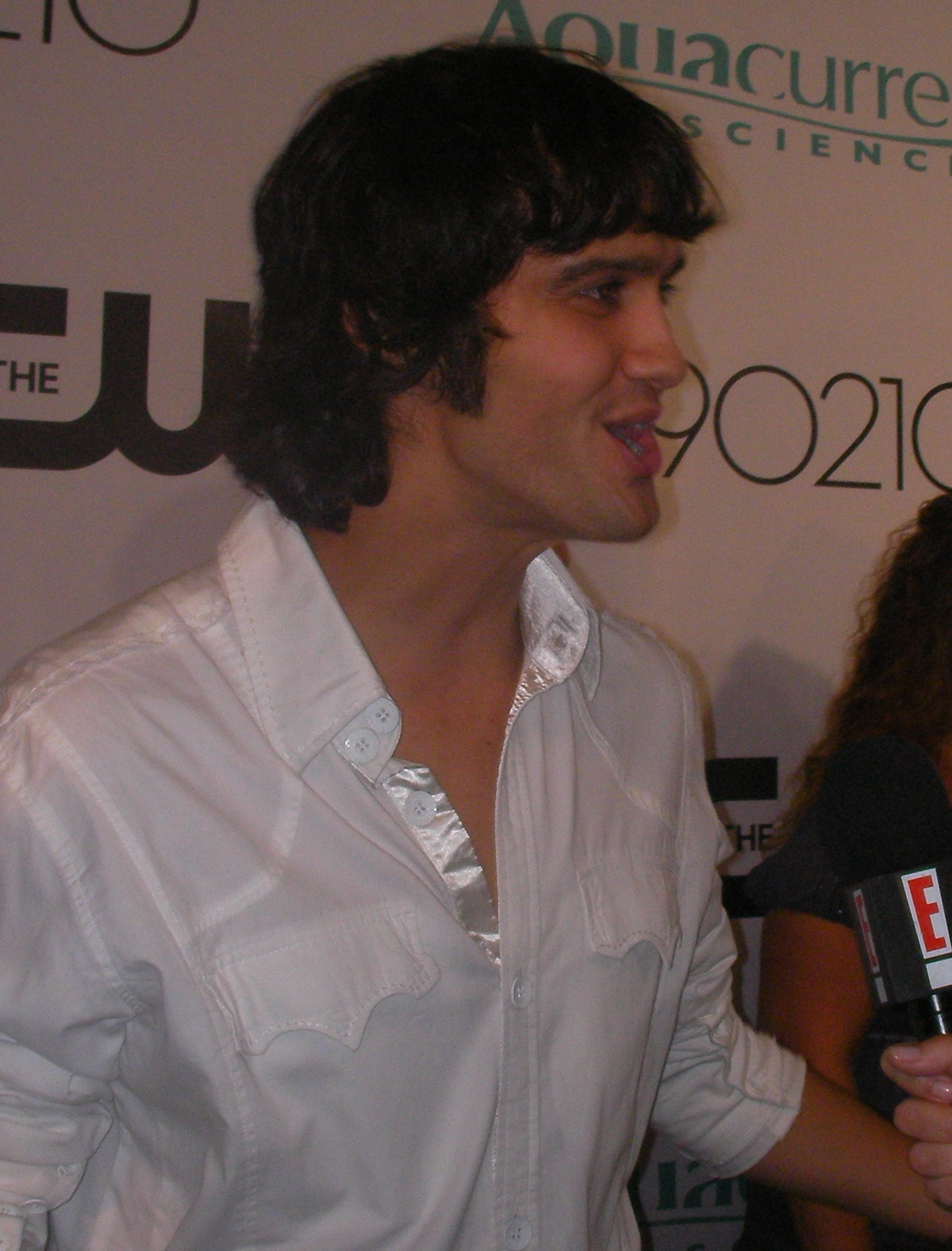
Michael Steger bei der Premierenfeier zu 90210 (2008)

Michael Mateus Steger (* 27. Mai 1980 in Los Angeles) ist ein US-amerikanischer Schauspieler österreichischer, norwegischer und ecuadorianischer Herkunft.

## Leben
Michael Steger wurde als dritter von vier Söhnen geboren. Seit November 2008 ist er mit der Schauspielerin Brandee Tucker verheiratet.
Bereits im Alter von 14 Jahren spielte er in der Fernsehserie VR Troopers mit. Nach einigen Jahren folgten unter anderem Gastauftritte bei Navy CIS, Hannah Montana und Criminal Minds. Von 2008 bis 2013 war er in der Rolle des Navid Shirazi in einem Spin-off der Serie Beverly Hills, 90210 mit dem Titel 90210 zu sehen. Im Film Cheetah Girls: One World spielt er den Regisseur Vikram. 2010 war er in einer Folge der Mysteryserie True Blood und ebenfalls eine Folge in der Action- und Dramaserie Covert Affairs zu sehen.

## Filmografie (Auswahl)
- 1994: VR Troopers (Fernsehserie, Folge 1x06)
- 2005: Navy CIS (NCIS, Fernsehserie, Folge 3x02)
- 2007: The Winner (Fernsehserie, 4 Folgen)
- 2007: Hannah Montana (Fernsehserie, Folge 2x14)
- 2008: Cheetah Girls: One World
- 2008: Einfach Cory (Cory in the House, Fernsehserie, Folge 2x11)
- 2008: Criminal Minds (Fernsehserie, Folge 4x01)
- 2008–2013: 90210 (Fernsehserie, 114 Folgen)
- 2010: Covert Affairs (Fernsehserie, Folge 1x03)
- 2010: True Blood (Fernsehserie, Folge 3x10)
- 2013: Destruction: Las Vegas (Blast Vegas) (Fernsehfilm)